# Gare de Neuilly-lès-Dijon
Pour les articles homonymes, voir Gare de Neuilly (homonymie).
La gare de Neuilly-lès-Dijon était une gare ferroviaire française située sur le territoire de la commune de Neuilly-lès-Dijon, dans le département de la Côte-d'Or, en région Bourgogne-Franche-Comté.
C'était une halte de la Société nationale des chemins de fer français (SNCF), dont la desserte, effectuée par les trains régionaux du réseau TER Bourgogne-Franche-Comté, a été interrompue en décembre 2017 ; une navette routière effectue la correspondance avec la gare de Dijon-Ville.

## Situation ferroviaire

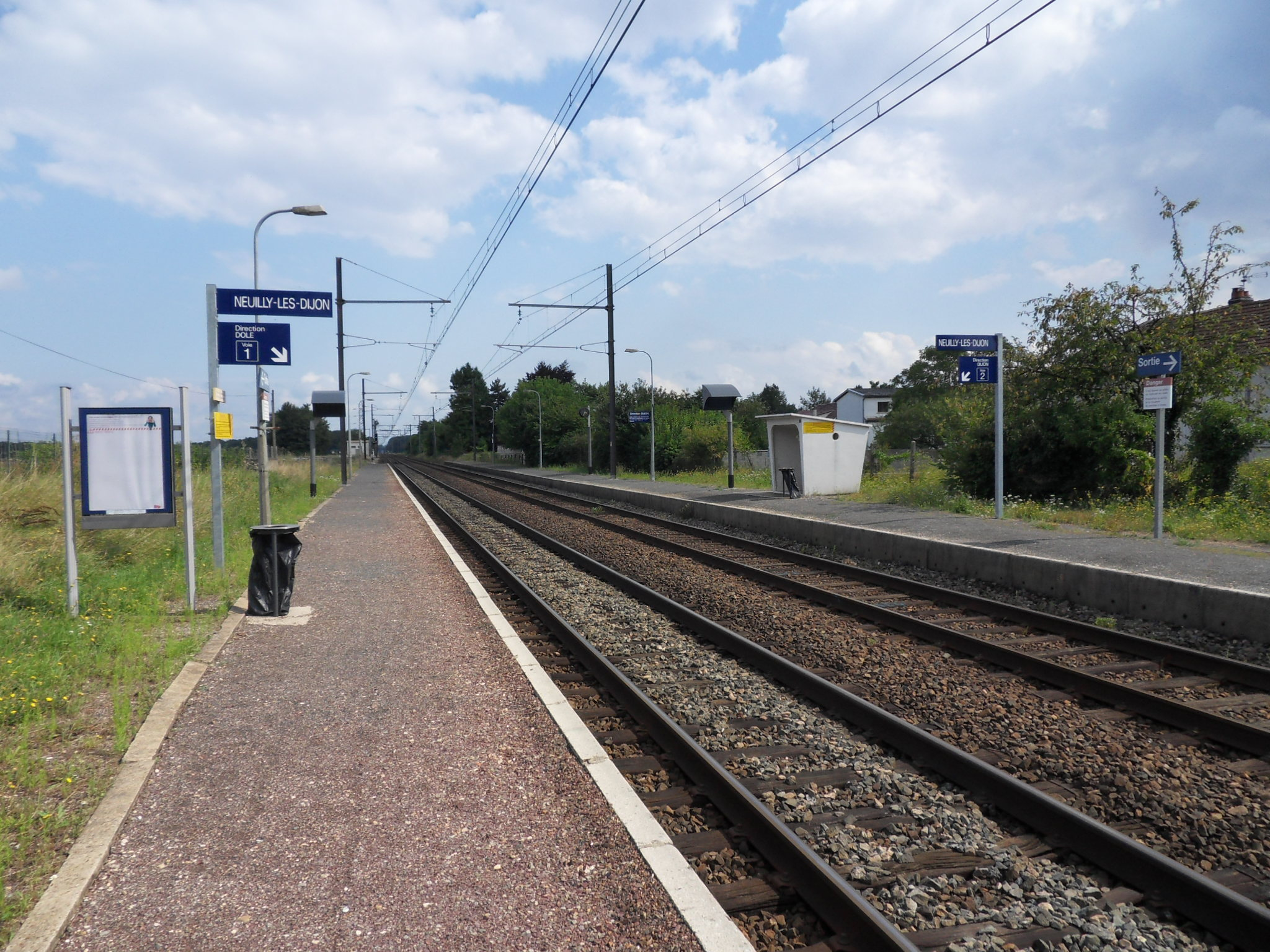
Vue des quais en direction de Dole, en 2013.

La gare de Neuilly-lès-Dijon est située au point kilométrique (PK) 323,243 (origine gare de Paris-Lyon), sur la ligne de Dijon-Ville à Vallorbe (frontière), entre les gares ouvertes de Dijon-Ville et de Genlis.